# Kate McCue
Pour les articles homonymes, voir McCue.
Kate McCue, née le 6 janvier 1978 à San Francisco, est une commandante de bord de navire de croisière américaine. Après un début de carrière comme officier de pont pour différentes compagnies, elle est embauchée par Celebrity Cruises à partir de 2015 comme commandante de bord à bord du Celebrity Summit, devenant la première femme américaine à obtenir ce poste pour un navire de ce type. Depuis 2022, elle officie sur le Celebrity Beyond, mis en service en 2022, dont elle a pris le commandement dès la livraison par les Chantiers de l’Atlantique. Le 24 février 2025, elle annonce son départ de Celebrity cruise et sa maison mère Royal carribbean corporation après 22 ans de services.

## Biographie

### Enfance
Kate McCue nait le 6 janvier 1978 à San Francisco,,. Pendant son enfance, elle déménage à plusieurs reprises avec sa famille en raison de l’emploi de son père, ingénieur. Elle fréquente pendant quelque temps la Lakeside High School, à Evans, avant de déménager dans le Michigan. Après un voyage avec sa famille sur un bateau de croisière aux Bahamas à l’âge de 12 ans, elle projette de devenir directrice de croisière. Sa famille et elle reviennent ensuite à San Francisco, où elle commence ses études maritimes.

### Carrière maritime
Kate McCue commence à fréquenter la California State University Maritime Academy, puis la California Maritime Academy, en 1996. Elle obtient un baccalauréat en administration des affaires en 1999 et étudie également la navigation astronomique lors de croisières à la voile pendant les vacances d’été. Pendant ses études, elle effectue un stage pour Chiquita Brands International en travaillant sur l’un de leurs cargos assurant le transport de bananes entre l’Équateur et Long Beach. Après avoir obtenu son diplôme, elle s’installe pendant six mois à Maui, travaillant comme matelot de pont sur un catamaran touristique faisant visiter le cratère de Molokini. Elle devient ensuite responsable logistique chez Maersk Sealand à Los Angeles, mais souhaite reprendre la mer.
Après neuf mois à postuler auprès de compagnies de croisières, elle obtient un emploi chez Disney Cruise Line dans un poste subalterne en tant que troisième officier. En 2003, elle devient officier en second pour la Royal Caribbean, avant d’être promue premier officier l’année suivante. Elle s’inscrit au Maritime Institute of Technology and Graduate Studies de Baltimore en 2009, où elle obtient ses brevets de second et de commandant de bord. À son retour à la Royal Caribbean, elle est d’abord promue officier en chef, puis commandant en second en 2011.

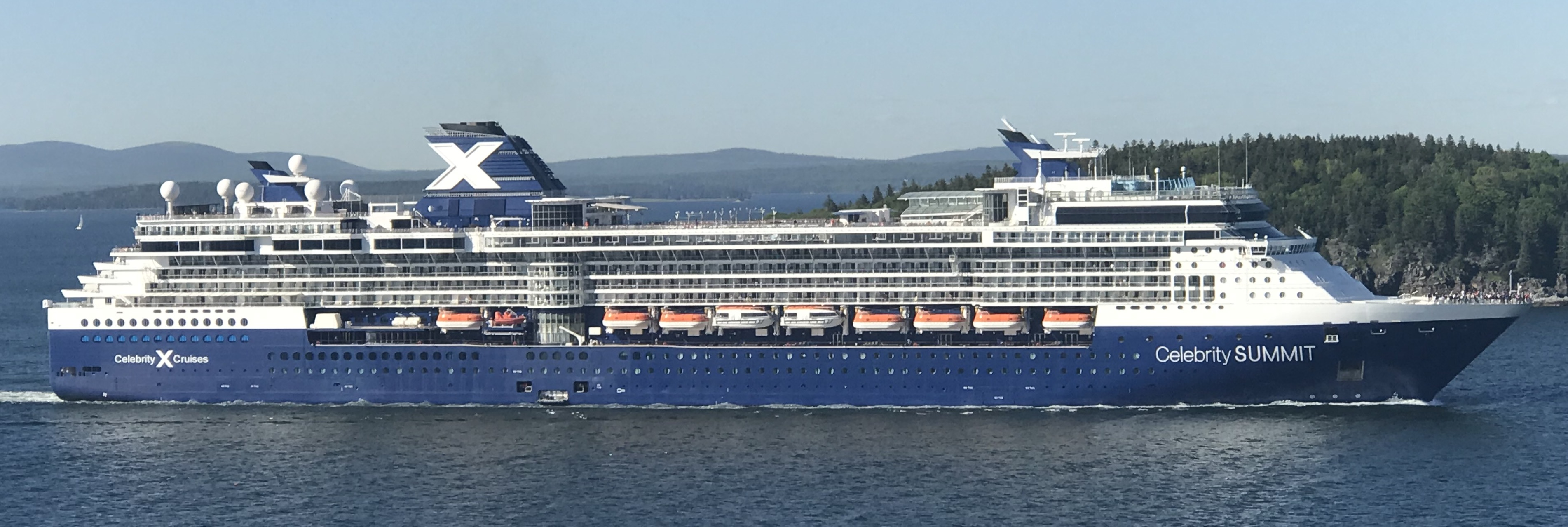
Kate McCue devient commandante de bord du Celebrity Summit en 2015.

La présidente de Celebrity Cruises, Lisa Lutoff-Perlo, la contacte en 2015 et lui suggère de postuler pour un poste de commandant de bord dans la compagnie. Kate McCue est alors transférée à cette compagnie, filiale de la Royal Caribbean International, et est nommée commandante du Celebrity Summit le 13 septembre 2015, devenant la première femme américaine à être promue commandante de bord d’un navire de croisières. Lutoff-Perlo déclare plus tard que « Kate a été la première occasion pour apporter des changements significatifs à Celebrity en matière d'égalité des sexes. ». En 2018, elle est mutée sur le Celebrity Equinox, avant de prendre le commandement d’un navire plus récent, Celebrity Edge, en 2019, soit un an après sa mise en service.
Le 14 octobre 2021, Celebrity Cruises annonce qu’elle est appelée à prendre la tête de Celebrity Beyond, dont la livraison est alors imminente.
McCue suit les traces d'autres femmes capitaines de navires de croisière, comme la capitaine suédoise Karin Stahre-Janson nommée aux commandes d'un navire de Royal Caribbean en 2007. D'autres femmes comme Inger Klein Thorhauge (en) pour Cunard Line (2010), Sarah Breton pour P&O Cruises (2010), Lis Lauritzen (en) pour Royal Caribbean et Margrith Ettlin pour Silversea Cruises (2013) sont autant de prédécesseures.
Dans son nouveau poste, elle dirige un équipage mixte, avec 4 femmes officiers sur les neuf membres de son équipe.
En 2025, elle change d’employeur pour rejoindre Four Seasons Yachts (division de Four Seasons Hotels and Resorts dédiée aux croisières de luxe) dont elle commandera le premier navire, le Four Seasons I, en construction à Fincantieri jusqu’en 2026.

## Vie personnelle

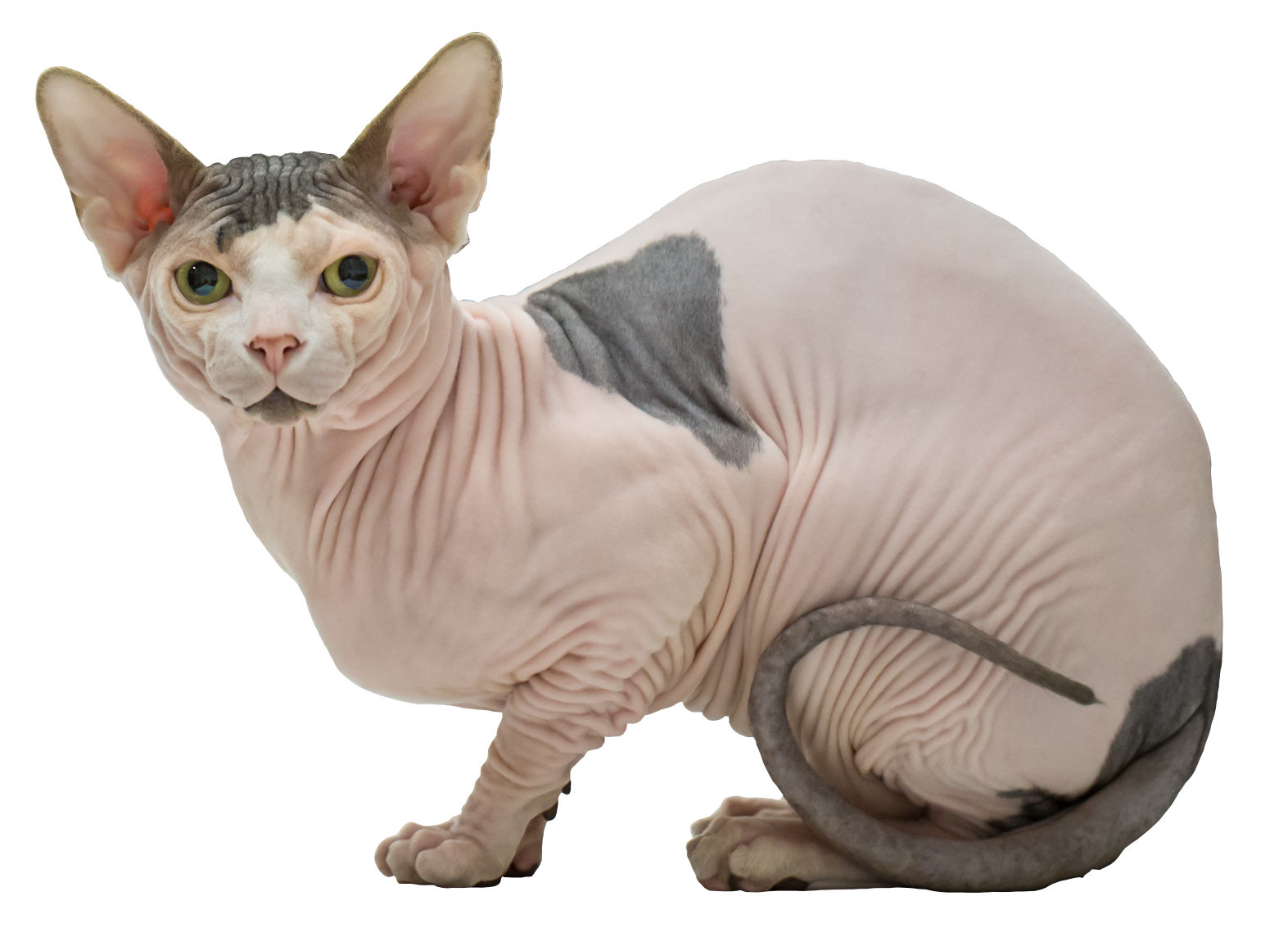
Kate MCCue navigue avec son chat sphynx, Bug Naked, à bord de son navire.

Son chat sphynx, Bug Naked, navigue avec elle à bord et a attiré l'attention des médias. Ce dernier est décédé en décembre 2024.